# Ștrumpfii: Satul Pierdut
Ștrumpfii: Satul Pierdut (în engleză Smurfs: The Lost Village) este un film de animație din anul 2017 bazat pe seria de benzi desenate Ștrumfii de Peyo, produs de Columbia Pictures, Sony Pictures Animation și The Kerner Entertainment Company, fiind distribuit de Sony Pictures Releasing. Filmul îi aduce laolaltă pe Demi Lovato, Rainn Wilson, Joe Manganiello, Mandy Patinkin, Jack McBrayer, Danny Pudi, Michelle Rodriguez, Ellie Kemper, Ariel Winter, Meghan Trainor și Julia Roberts.

## Distribuție

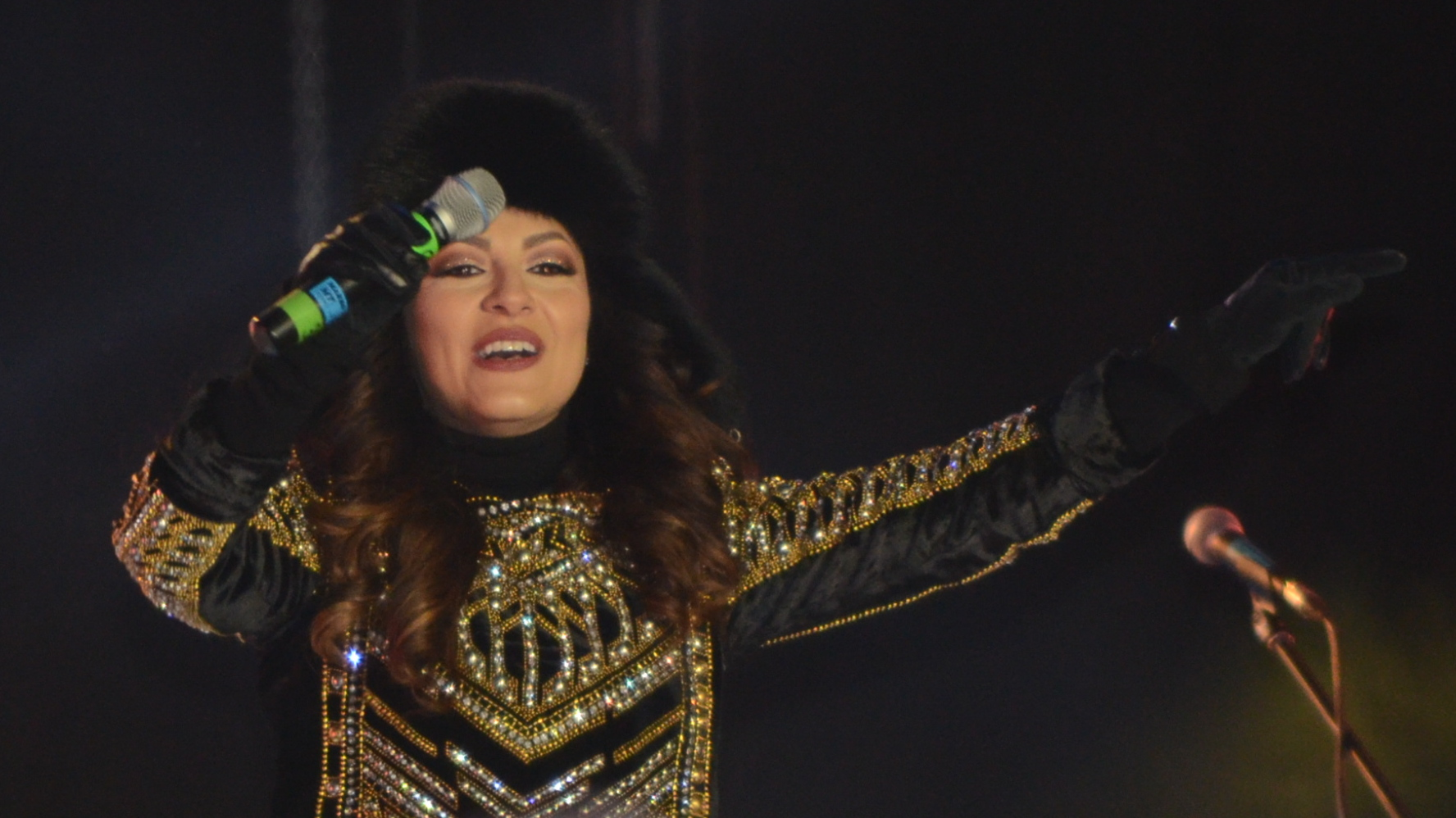
Andra, vedetă de televiziune și cântăreață, își împrumută vocea Ștrumpfiței.

- Demi Lovato - Ștrumpfița
- Rainn Wilson - Gargamel
- Mandy Patinkin - Papa Smurf
- Joe Manganiello - Hefty Smurf
- Jack McBrayer - Clumsy Smurf
- Danny Pudi - Brainy Smurf
- Julia Roberts - Smurfwillow
- Michelle Rodriguez - Smurfstorm
- Ellie Kemper - Smurfblossom
- Ariel Winter - Smurflily
- Meghan Trainor - Smurfmelody